# がらくたのフロンティア
『がらくたのフロンティア』は、師走トオルによる日本のライトノベル。イラストは藤原々々が担当。2003年、富士見ミステリー文庫（富士見書房）より発行。第6回龍皇杯参加作品で、優勝を逃したが後に単行本化。2巻まで発行されている。

## ストーリー
「深遠なる忘却」と呼ばれる謎の現象を経て、今や「異形の敵」が地上を支配する荒廃した世界。巨大生物たちに対抗する「解放軍」に所属するアヴィンたちは襲撃された村の生き残りである少女のクーナを助けるのだが、クーナの持つ不思議な力を目の当たりにし、やがてこの世界の謎に関わることになる。

## 登場人物
アヴィン
解放軍兵士の青年。17歳。戦闘能力に優れ、刀一本で「異形の敵」に立ち向かえる実力を持つ。技術の飲み込みが早く、兵士として有能な一方で、女性関係には疎い面もある。自分が助けたクーナのことを何かと気にしており、彼女のこととなるとなりふり構わぬ行動を起こしている。
クーナ
14歳の少女。アンコーナタウンと呼ばれる村で老夫婦に育てられて暮らしていたが、「異形の敵」の襲撃から逃れて唯一生き残ったところをアヴィンたちに助けられた。傷を治す特殊能力を持っている。心因性ショックから、しゃべることができない。自分を救ったアヴィンに懐いている。
エリザ
解放軍兵士の少女。17歳。活発で勝気な性格。細身からは想像できない怪力の持ち主で、RPGのような兵器を軽々と振り回しては「異形の敵」と渡り合っている。アヴィンに好意を抱いているが、それに気付かれていない。
リディア
解放軍兵士の女性。19歳。何か一つのことに集中すると周りが見えなくなってしまうほどの、凄まじいまでの集中力の持ち主で、狙撃主として優れている。頭の回転が早く、おっとりとした印象だが相手を手玉に取るような発言も多い。

## 用語
深遠なる忘却（ディープ・オブリビオン）
59年前から旧世紀の存在した70数年前までに起こった現象。その期間について何故か当時の記録が残されておらず、当時生きていた人々もその間の記憶が曖昧になっている。
旧世紀（きゅうせいき）
「深遠なる忘却」が起こる以前の時代。当時は文明が栄えており、科学技術も現代より優れていることが明らかになっている。
異形の敵（バリアント・エネミー）
地上を支配する巨大生物。旧世紀時代に存在した動物たちがそのまま巨大化した姿で、その本能に従って人間たちを襲撃する。
解放軍（リブレイション・アーミー）
「異形の敵」に対抗するための組織。
西部方面第九戦闘隊（せいぶほうめんだいくせんとうたい）
通称ジルベルト隊。隊長はジルベルト。アヴィン、エリザ、リディアが所属。
ユグドラシル
正式名称は「解放軍」技術部。旧世紀時代の遺物を研究しており、その功績と発言力の高さから「解放軍」の一部でありながら事実上の独立組織となっている。また、「解放軍」に対して武器の提供を行っている。

## 既刊一覧
- 『がらくたのフロンティア』 ISBN 4-8291-6231-7
- 『がらくたのフロンティア2』 ISBN 4-8291-6257-0